# Acélos vanga
Az acélos vanga (Oriolia bernieri)  a madarak osztályának verébalakúak (Passeriformes) rendjébe és a vangagébicsfélék (Vangidae) családjába tartozó Oriolia nem egyetlen faja.

## Rendszerezése
A nemet és a fajt is Isidore Geoffroy Saint-Hilaire francia zoológus írta le 1838-ban.

## Előfordulása
Mint családjának minden tagja, ez a faj is Madagaszkár szigetén honos, annak is a keleti részén él. Természetes élőhelyei a szubtrópusi vagy trópusi síkvidéki esőerdők. Állandó, nem vonuló faj.

## Megjelenése
Átlagos testhossza 23 centiméter, testtömege 52-59 gramm. Karcsú testalkatú madár, erős, szürke csőrrel. A hím sötét kékesfekete színű, a tojó barna színű fekete csíkozottsággal.

## Életmódja
Rovarokkal és kisebb gyíkokkal táplálkozik, melyeket zömmel a talaján fog meg. Gyakran hosszan várakozik egy ágon ülve, hogy elé kerüljön egy rovar, majd lecsap.

## Természetvédelmi helyzete
Az elterjedési területe kicsi, egyedszáma 2500-9999 példány közötti és csökken. A Természetvédelmi Világszövetség Vörös listáján veszélyeztetett fajként szerepel.